# Big Black

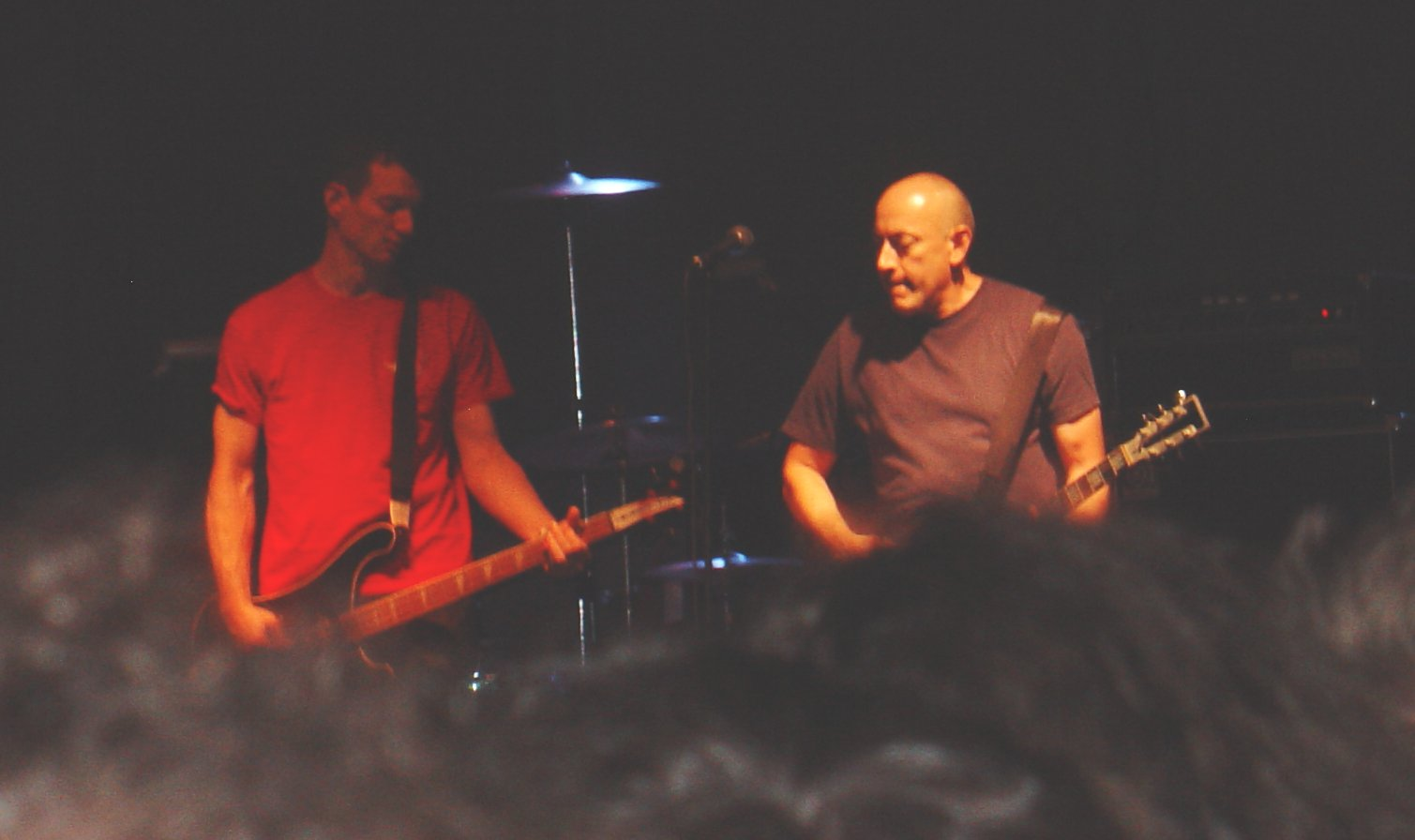
Jeff Pezzati en Santiago Durango in 2006

Big Black was een Amerikaanse noiserockgroep uit Evanston, Illinois, die bestond van 1982 tot 1987. Onder leiding van Steve Albini maakte Big Black lawaaierige gitaarrock met taboedoorbrekende teksten, begeleid door een drummachine van het merk Roland.

## Geschiedenis
Big Black ontstond als een eenmansproject van Steve Albini tijdens zijn studie journalistiek aan de Northwestern-universiteit. Op zijn studentenkamer nam hij met een geleende viersporenrecorder en een Roland TR-606 zijn debuut-EP Lungs op, uitgebracht door Ruthless Records in 1982. Het volgende jaar werd de groep versterkt met bassist Jeff Pezzati en gitarist Santiago Durango van de lokale punkgroep Naked Raygun. De tweede ep, Bulldozer, werd ditmaal opgenomen in een studio. De groep tekende een contract bij Homestead Records en bracht in 1984 een derde ep uit, Racer-X.
Pezzati verliet eind 1984 de groep om zich te concentreren op Naked Raygun, terwijl Durango juist Naked Raygun verliet om zich te concentreren op Big Black. Pezzati werd vervangen door bassist Dave Riley van Savage Beliefs. In 1986 verscheen hun debuut-lp, Atomizer, dat een succes werd in alternatieve kringen. Het volgende jaar verscheen een vierde ep, Headache. Toen Durango besloot zijn opleiding rechten te hervatten kondigde de groep ruim van tevoren hun opheffing aan. Bij Touch and Go Records namen ze een tweede en laatste lp op, Songs About Fucking, en na een afscheidstournee door de Verenigde Staten en Europa hield Big Black op te bestaan.
Na Big Black speelde Albini in de groepen Rapeman en Shellac en bouwde hij een reputatie op als een gewild muziekproducent. Durango richtte de band Arsenal op en werd advocaat. In 2006 vond er eenmalig een reünie plaats met Pezzati op basgitaar, vanwege het 25-jarig jubileum van Touch and Go Records. Riley overleed op 24 december 2019 aan plaveiselcelcarcinoom.

## Bezetting
- Steve Albini – zang, gitaar, programmering drummachine (1982-87), basgitaar (1982)
- Jeff Pezzati – basgitaar, achtergrondzang (1983-84)
- Santiago Durango – gitaar, achtergrondzang (1983-87)
- Dave Riley – basgitaar, achtergrondzang (1985-87)

## Discografie

### Studioalbums
- Atomizer (Homestead, 1986)
- Songs About Fucking (Touch and Go, 1987)

### Livealbums
- Sound of Impact (Blast First, 1987)
- Pigpile (Touch and Go, 1992)

### Compilaties
- The Hammer Party (Homestead, 1986)
- The Rich Man's Eight Track Tape (Touch and Go, 1987)

### Bootlegs
- Tonight We Walked with Giants Live in England 7-24-87

### Ep's
- Lungs (Ruthless, 1982)
- Bulldozer (Ruthless, 1983)
- Racer-X (Homestead, 1984)
- Big Money (Homestead, 1986)
- Headache (Touch and Go, 1987)

### Singles
- Rema Rema (weggeefsingle bij het tijdschrift Forced Exposure, 1985)
- Il Duce (Homestead, 1986)
- Heartbeat (Touch and Go, 1987)
- He's a Whore/The Model (Touch and Go, 1987)

### Video's
- Big Black Live 1986 (VHS) (Atavistic, 1987)
- The Last Blast (VHS) (, 1988)
- Pigpile (VHS) (Touch and Go, 1992)